# L'unica cosa che resta
L'unica cosa che resta è un brano musicale del cantante italiano Pacifico, estratto come primo singolo dall'album Una voce non basta pubblicato nel 2012.

## Il brano
Il testo di L'unica cosa che resta è stato scritto da Pacifico. Il brano figura la partecipazione della cantante italo-marocchina Malika Ayane, con la quale Pacifico aveva già collaborato precedentemente nei brani Sospesa e Verrà l'estate. La canzone è entrata in rotazione radiofonica il 9 marzo 2012 ed è stata resa disponibile per il download digitale a partire dal 12 marzo 2012.
Parlando del brano, e della sua collaborazione con Malika Ayane, Pacifico ha dichiarato:
(Pacifico)

## Tracce
Download digitale
1. L'unica cosa che resta - (Pacifico feat. Malika Ayane) - 3:22